# Cryptoconchus floridanus
Cryptoconchus floridanus är en blötdjursart som först beskrevs av Dall 1889.  Cryptoconchus floridanus ingår i släktet Cryptoconchus och familjen Acanthochitonidae. Inga underarter finns listade i Catalogue of Life.